# Индустријска зона Камповалано (Терамо)
Индустријска зона Камповалано је насеље у Италији у округу Терамо, региону Абруцо.
Према процени из 2011. у насељу је живело 26 становника. Насеље се налази на надморској висини од 507 м.